# Giovan Battista Nicolosi
Giovan Battista Nicolosi (Paternò, 1610- Roma, 1670), fue un geógrafo italiano.

## Biografía
Giovan Battista Nicolosi nació en Paternò, en Sicilia, el 14 de noviembre de 1610, y abrazó el estado eclesiástico. Graduóse de doctor en sagrada teología y poseyó extensos conocimientos en diversas lenguas. Captose la consideración pública, así por su elocuencia como por la prudencia de su comportamiento. Después de haber permanecido algún tiempo en la corte de Fernando Maximiliano, margrave de Baden-Baden, pasó a Roma y fue nombrado capellán de la iglesia de Sta. Maria la Mayor. Nicolosi falleció en dicha ciudad el 16 de enero de 1670, después de haber escrito las obras siguientes: 1° Guida allo studio geografico; Roma, 1662, en 8°, que viene a ser una introducción al estudio de la geografía. 2° Teórica del globo terrestre; idem, en 8°, obra elemental. 3° Hercules siculus sive studium geographicum; idem, en fólio. Este tratado, aunque es más extenso que los anteriores, no ofrece el método ni los pormenores necesarios para formar una obra completa de geografía.
Se le reconoce por difundir una proyección cartográfica, conocida como Proyección globular de Nicolosi. Esta proyección se conoce como globular porque evoca un globo terráqueo. Normalmente aparece como una presentación de 2 hemisferios en los mapas del mundo.

## Obras

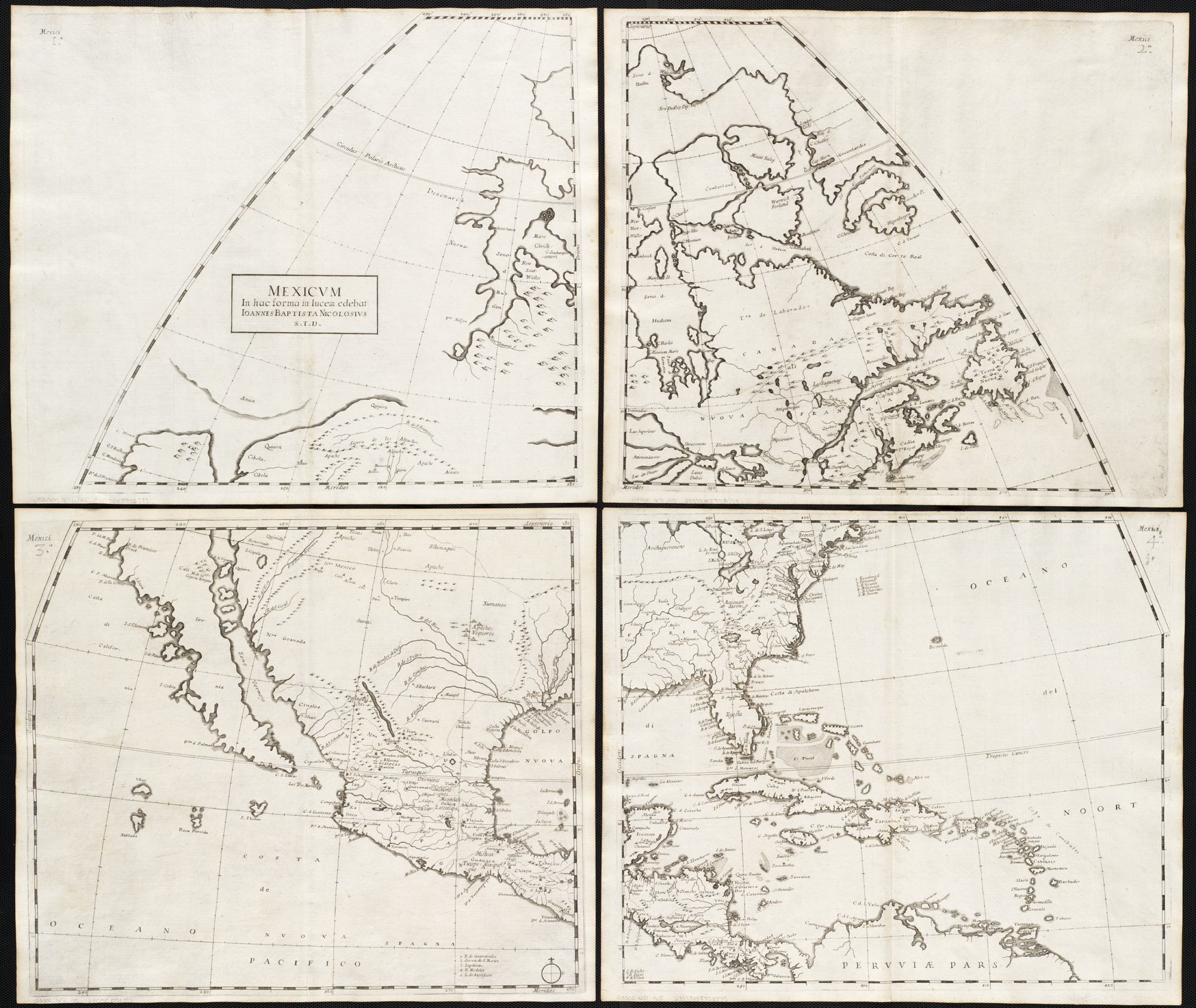
Mexicum in hac forma in lucem edebat Joannes Baptista Nicolosius, 1671

- Nicolosi, Giovan Battista (1642). Teorica del globo terrestre et esplicatione della Carta da Navigare. Roma. per Manelfo Manelfi. Consultado el 12 de septiembre de 2019.
- Nicolosi, Giovan Battista (1660). Dell'Hercole e studio geografico 1. Roma. Nella stamperia di Vitale Mascardi. Consultado el 12 de septiembre de 2019.
- Nicolosi, Giovan Battista (1660). Dell'Hercole e studio geografico 2. Roma. Nella stamperia di Vitale Mascardi. Consultado el 12 de septiembre de 2019.
- Nicolosi, Giovan Battista (1662). Guida allo studio geografico. Roma. Appresso Vitale Mascardi. Consultado el 12 de septiembre de 2019.
- Nicolosi, Giovan Battista (1670). Hercules Siculus sive Studium Geographicum (en latín) 1. Roma. typis Michaëlis Herculis. Consultado el 12 de septiembre de 2019.
- Nicolosi, Giovan Battista (1671). Hercules Siculus sive Studium Geographicum (en latín) 2. Roma. typis Michaëlis Herculis. Consultado el 12 de septiembre de 2019.